# Sam Baerwitz
Sam Baerwitz est un producteur, scénariste et réalisateur américain né le 16 septembre 1891 en Russie, décédé le 29 juin 1974 à Los Angeles (États-Unis).

## Filmographie

### comme producteur
- 1934 : Roast-Beef and Movies (en)
- 1945 : Spreadin' the Jam
- 1946 : Musical Masterpieces
- 1947 : Gas House Kids Go West (en)
- 1947 : Gas House Kids in Hollywood (en)
- 1948 : The Checkered Coat (en)
- 1948 : Bungalow 13 (en)
- 1949 : I Cheated the Law (en)
- 1950 : The Great Plane Robbery (en)d'Edward L. Cahn

### comme scénariste
- 1941 : Ye Olde Minstrels (en) d'Edward Cahn
- 1943 : Calling All Kids (en)
- 1943 : My Tomato de Will Jason
- 1943 : No News Is Good News de Frank Chindamo
- 1947 : Gas House Kids Go West (en)
- 1950 : The Great Plane Robbery (en) d'Edward L. Cahn

### comme réalisateur
- 1934 : Roast-Beef and Movies (en)
- 1934 : What Price Jazz
- 1943 : Calling All Kids (en)